# Leichtathletik-Europameisterschaften 2010/Teilnehmer (Österreich)
Österreichs Leichtathletik-Verband (ÖLV) nahm mit 16 Athleten, zwölf Männer und vier Frauen, an den Leichtathletik-Europameisterschaften 2010 (27. Juli bis 1. August 2010 in Barcelona) teil.
| Wettbewerb       | Männer                                                                                   | Frauen                                                          |
| ---------------- | ---------------------------------------------------------------------------------------- | --------------------------------------------------------------- |
| 100 m            | Ryan Moseley (9. Platz)                                                                  |                                                                 |
| 200 m            | Ryan Moseley (22. Platz)                                                                 | Doris Röser (23. Platz)                                         |
| 400 m            | Clemens Zeller (Aufgabe im Vorlauf)                                                      |                                                                 |
| 800 m            | Andreas Rapatz (23. Platz)                                                               |                                                                 |
| 1500 m           | Andreas Vojta (11. Platz)                                                                |                                                                 |
| 10.000 m         | Michael Schmid (Aufgabe im Finale)                                                       |                                                                 |
| Marathon         | Christian Pflügl (44. Platz) Florian Prüller (Aufgegeben) Günther Weidlinger (18. Platz) |                                                                 |
| 3000 m Hindernis | Martin Pröll (19. Platz)                                                                 |                                                                 |
| 100 m Hürden     |                                                                                          | Victoria Schreibeis (14. Platz) Beate Schrott (Disqualifiziert) |
| Diskuswurf       | Gerhard Mayer (In der Qualifikation ausgeschieden)                                       |                                                                 |
| Speerwurf        |                                                                                          | Elisabeth Pauer (16. Platz)                                     |
| Zehnkampf        | Roland Schwarzl (14. Platz)                                                              |                                                                 |